# Indios Verdes (estación de metro)
Indios Verdes es una de las estaciones que forman parte del Metro de la Ciudad de México, es la terminal norte de la Línea 3. Se ubica al norte de la Ciudad de México, en la alcaldía de Gustavo A. Madero.

## Información general

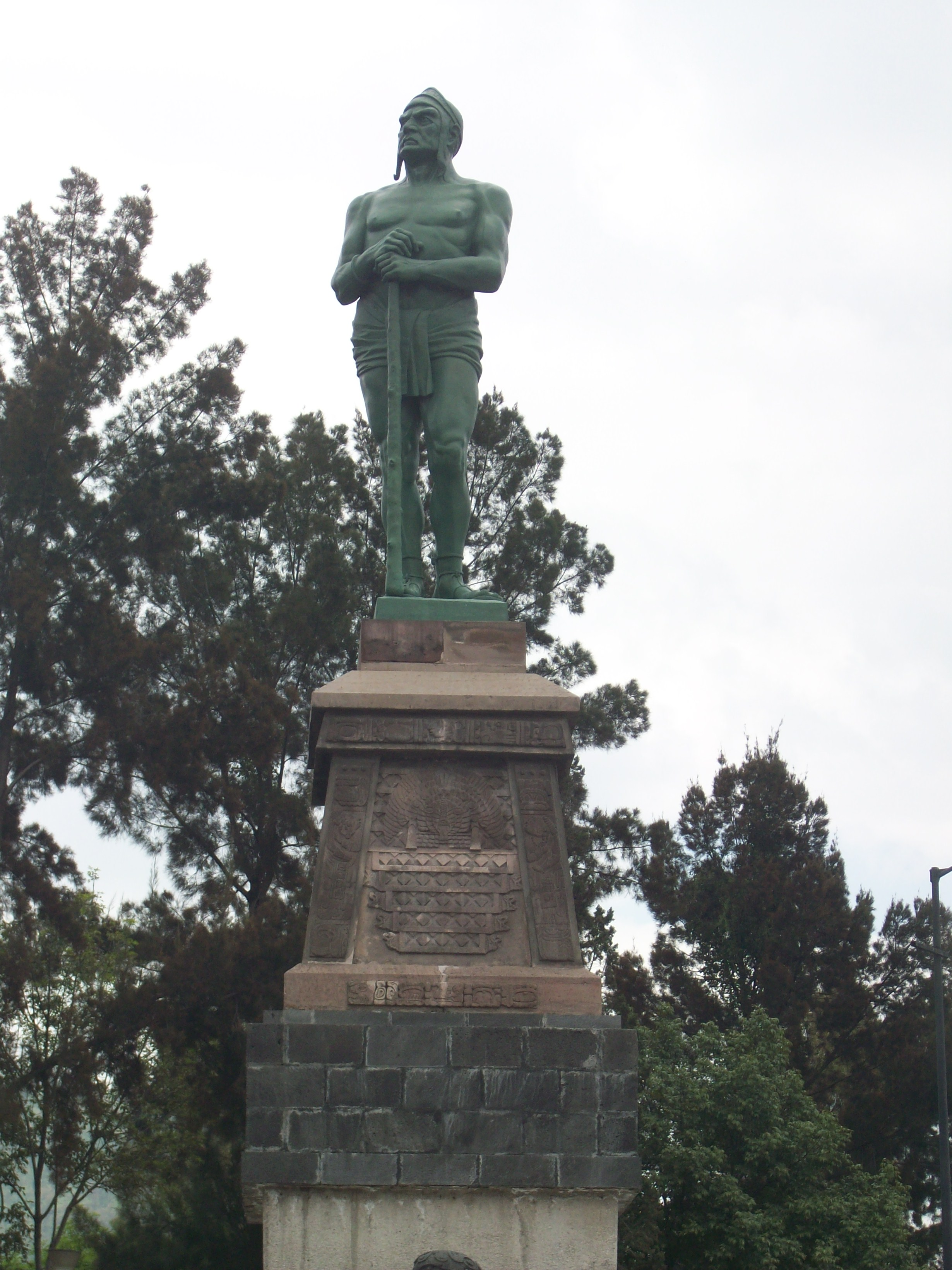
Estatua en honor de Itzcóatl, la cual inspiró el nombre de la estación

El nombre y logotipo de la estación se deben al aspecto de dos estatuas cercanas erigidas en memoria de los tlatoanis mexicas Itzcóatl y Ahuízotl, conocidas como Monumento a los Indios Verdes, las cuales están cubiertas de pátina formada en las superficies de bronce por acción de la humedad y la antigüedad. En esta estación se encuentran los talleres de Ticomán, donde se realiza mantenimiento mayor a los vagones del metro.
Indios Verdes cobra una gran relevancia en la vida cotidiana de la Zona Metropolitana del Valle de México. Siendo la estación con más afluencia de la red, está conectada con varias rutas de autobuses, microbuses y vagonetas que se dirigen a diversos municipios del Estado de México, algunos de estos son: Tlalnepantla de Baz, Ecatepec de Morelos, Atizapán de Zaragoza, Naucalpan de Juárez, Tecámac, Cuautitlán, Coacalco de Berriozábal, Nextlalpan, Zumpango de Ocampo, Teotihuacán, Acolman, Atenco etc. y de Hidalgo, como lo son: Tizayuca, Tolcayuca, Villa de Tezontepec, Zapotlán de Juárez, Actopan, Ixmiquilpan, la capital Pachuca de Soto entre otros.
Hacia la Ciudad de México existen rutas de Autobuses y microbuses que van a Gustavo A. Madero (en donde se localiza dicha estación), Cuauhtémoc, Azcapotzalco y Miguel Hidalgo. También se enlaza con la Línea 1 del Metrobús, el cual se empezó a construir en 2005 y corre sobre la avenida de los Insurgentes.

### Afluencia
En 2014, Indios Verdes se convirtió en la estación más concurrida de la red, al registrar una afluencia promedio de 119,978 pasajeros en día laborable, siendo Cuatro Caminos la segunda más utilizada.

| Tipo de día   | Afluencia promedio |
| ------------- | ------------------ |
| Día festivo   | 67,170             |
| Día laboral   | 119,978            |
| Fin de semana | 86,240             |
| Anual         | 109,063            |

La siguiente tabla muestra la afluencia de la estación en los últimos 10 años:
| Afluencia Anual de Pasajeros | Afluencia Anual de Pasajeros | Afluencia Anual de Pasajeros | Afluencia Anual de Pasajeros | Afluencia Anual de Pasajeros | Afluencia Anual de Pasajeros |
| ---------------------------- | ---------------------------- | ---------------------------- | ---------------------------- | ---------------------------- | ---------------------------- |
| Año                          | Afluencia                    | A Diario                     | Ranking                      | Incremento                   | Ref.                         |
| 2023                         | 30,335,090                   | 83,109                       | 2°/187                       | -4.15%                       | [ 4 ]                        |
| 2022                         | 31,649,534                   | 86,711                       | 1°/175                       | +34.97%                      | [ 4 ]                        |
| 2021                         | 23,449,776                   | 64,245                       | 2°/195                       | -9.55%                       | [ 5 ]                        |
| 2020                         | 25,925,584                   | 70,834                       | 2°/195                       | -33.85%                      | [ 6 ]                        |
| 2019                         | 39,192,273                   | 107,376                      | 3°/195                       | -2.75%                       | [ 7 ]                        |
| 2018                         | 40,302,169                   | 110,416                      | 2°/195                       | +0.21%                       | [ 8 ]                        |
| 2017                         | 40,218,841                   | 110,188                      | 2°/195                       | -6.27%                       | [ 9 ]                        |
| 2016                         | 42,908,356                   | 117,235                      | 1°/195                       | -2.38%                       | [ 10 ]                       |
| 2015                         | 43,952,837                   | 120,418                      | 1°/195                       | -0.26%                       | [ 11 ]                       |
| 2014                         | 44,066,501                   | 120,730                      | 1°/195                       | -3.10%                       | [ 12 ]                       |

## Conectividad

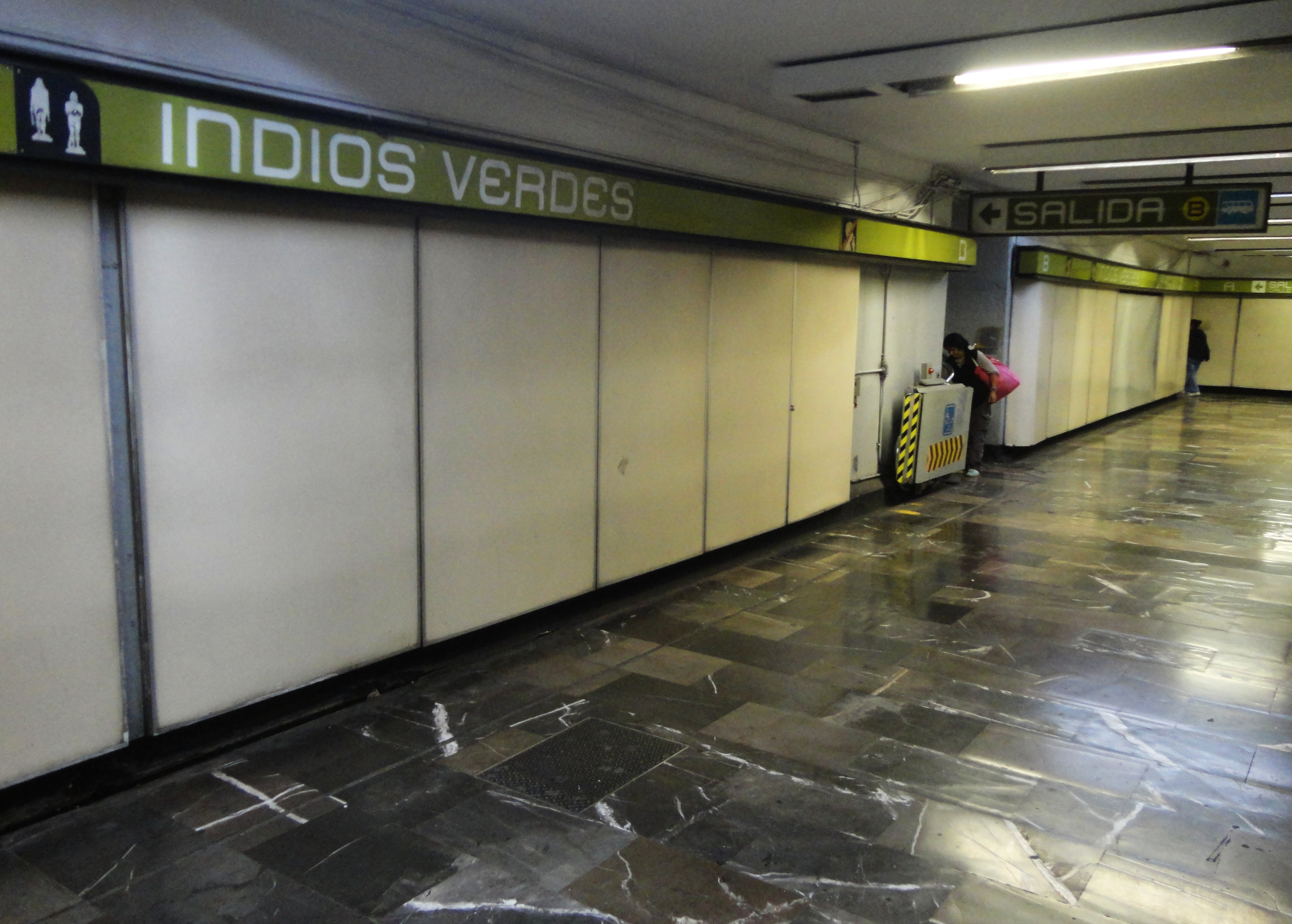
Pasillo de salida de la estación

### Salidas
- Poniente: Avenida de los Insurgentes Norte y entrada al CETRAM (Lado Poniente), Colonia Residencial Zacatenco.
- Oriente: Avenida de los Insurgentes Norte entre Calle Quetzalcóatl, Calle Huitzitl y entrada al CETRAM (Lado Oriente), Colonia Santa Isabel Tola.

### Conexiones
Existen conexiones con las estaciones y paradas de diversos sistemas de transporte:
- Las líneas 1,3 y 7 del Metrobús.
- Línea 1 del Cablebús.
- Línea 2 del Mexicable.
- Algunas rutas de la Red de Transporte de Pasajeros.
- Línea 4 del Mexibús.
- La estación se localiza junto a una Sub-central Camionera, una pequeña parada de autobuses que brinda servicios de viajes a varios estados del norte de la república mexicana.
- Está conectada con varias rutas de autobuses, microbuses y vagonetas que se dirigen a diversos municipios del Estado de México.
- La estación cuenta con un CETRAM.

## Sitios de interés
- Monumento a los Indios Verdes
- Parque nacional El Tepeyac
- Acueducto de Guadalupe